# Faslåst slinga
Faslåst slinga (eng. Phase Locked Loop, PLL) är en sluten återkopplad krets för att låsa en genererad signal till en viss frekvens som motsvarar en yttre referensfrekvens. Genom jämförelse och justering mellan referensen och den internt genererade signalen kommer den genererade signalen att till slut att matcha referensen och låser då vid denna med både rätt frekvens och fas.

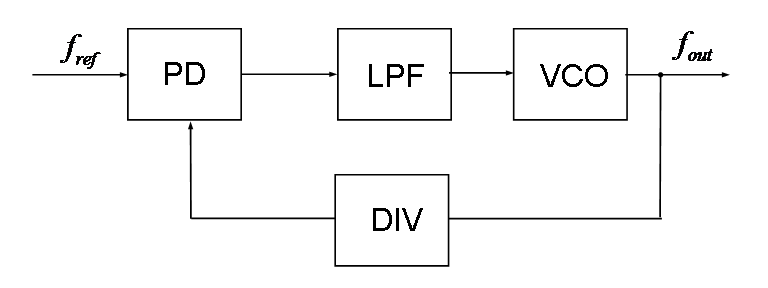
Typiskt blockdiagram för en faslåst slinga PLL där:
PD är fasdetektor (Phase Detector) som jämför fas på inkommande signal och neddelad utfrekvens.
LPF är lågpassfilter (Low Pass Filter).
VCO är spänningsstyrd oscillator (Voltage Controlled Oscillator).
DIV är frekvensdelare.

Faslåsta slingor används framförallt i telekommunikation, radio, datorer och annan elektronik där flera enheter måste synkroniseras för att undvika brus och andra störningar. En tillämpning av PLL-teknik är att från en signal med en viss frekvens skapa en ny signal med en heltalsmultipel högre frekvens. En enkel integrerad krets klarar detta från några få Hz till många GHz.